# 薩馬卡
薩馬卡是哥倫比亞的城鎮，位於該國東北部，由博亞卡省負責管轄，距離首府通哈30公里，始建於1556年1月1日，面積160平方公里，海拔高度2,765米，2005年人口17,352。
5°30′N 73°29′W / 5.500°N 73.483°W